# هانس هاینتز هولتز

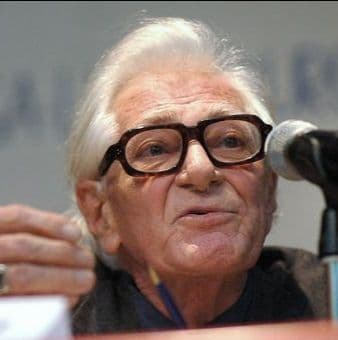
هانس هاینز هولز

هانس هایتنز هولتز (به انگلیسی: Hans Heinz Holz) (زادهٔ ۲۶ فوریه ۱۹۲۷ – درگذشته ۱۱ دسامبر ۲۰۱۱) فیلسوف مارکسیست آلمانی بود.

## زندگی‌نامه
او در فرانکفورت آم ماین متولد شد، استاد فلسفه در دانشگاه ماربورگ (از ۱۹۷۱تا ۱۹۷۹) و از ۱۹۷۹تا ۱۹۹۳در دانشگاه گرونینگن بود. او به خاطر دانش دایره‌المعارفی‌اش از تاریخ فلسفه از یک سو و به خاطر دیدگاه‌های ایدئولوژیک آشکارا بیان شده‌اش از سوی دیگر شهرت دارد. او تحت تأثیر مونادولوژی گوتفرید ویلهلم لایبنیتس، Widerspiegelung (بازتاب) را نه تنها به عنوان یک مقوله معرفت شناختی، بلکه به عنوان یک مقوله هستی شناختی می‌داند. برخی از منتقدانش در اینجا به خطر انحراف از ماتریالیسم اشاره می‌کنند. اگرچه هولتز خود را در ردپای لنین می‌دید، دیدگاه او در میان محافل چپ مورد مناقشه است. او در نشریات چپ رادیکال مانند مارکسیستیشه بلاتر و وایسنسر بلاتر همکاری داشته‌است. او در سال ۱۹۹۴ به حزب کمونیست آلمان پیوست.

## آثار
- دیالکتیک و بازتاب، کلن: پهل روگنشتاین ۱۹۸۳
- ساخت دیالکتیکی کل، گرونینگن: ناشر Konstapel ۱۹۸۳(همکار نویسندگان Jeroen Bartels, Detlev Pätzold و Jos Lensink)
- دیالکتیک به عنوان یک سیستم باز، گرونینگن: ناشر Konstapel ۱۹۸۵ (نویسندگان مشترک Jeroen Bartels, Detlev Pätzold و Jos Lensink)
- فعلیت متافیزیک، کامپن: کوک آگورا ۱۹۹۱
- شکست و آینده سوسیالیسم، Essen: Neue Impulse Verlag ۱۹۹۱
- گوتفرید ویلهلم لایبنیتس. مقدمه، فرانکفورت/م. / نیویورک: پردیس ۱۹۹۲
- نظریه فلسفی هنرهای تجسمی
  - جلد اول، شیء زیبایی شناختی. حضور واقعی، Bielefeld: Aiesthesis Verlag ۱۹۹۶،
  - جلد دوم، ساختارهای بازنمایی. دربارهٔ ثابت‌های پیکربندی‌های زیبایی‌شناختی، Bielefeld: Aisthesis Verlag ۱۹۹۷
  - جلد سوم، زوال معانی. دربارهٔ کارکرد ابژه زیبایی‌شناختی در سرمایه‌داری متاخر] بیله‌فلد: Aiesthesis Verlag ۱۹۹۷
- وحدت و تضاد تاریخچه مشکل دیالکتیک در دوران مدرن
  - جلد اول: امضای دوران مدرن، اشتوتگارت/وایمار: جی بی متزلر ۱۹۹۷
  - جلد دوم: کثرت و وحدت، اشتوتگارت/وایمار: جی بی متزلر ۱۹۹۷
  - جلد سوم: شرح دیالکتیک، اشتوتگارت/وایمار: جی بی متزلر ۱۹۹۷
- مقالات جمع‌آوری شده از ۵۰ سال
  - جلد اول: مبارزه برای دموکراسی و صلح، Essen: Neue Impulse Verlag ۲۰۰۳
  - جلد دوم: ایدئولوژی آلمان پس از ۱۹۴۵، Essen: Neue Impulse Verlag ۲۰۰۳
- طراحی و بازتاب جهان تلاش برای پی ریزی پایه‌های دیالکتیک. اشتوتگارت/ وایمار: جی بی متزلر ۲۰۰۵